# Христо Коцев

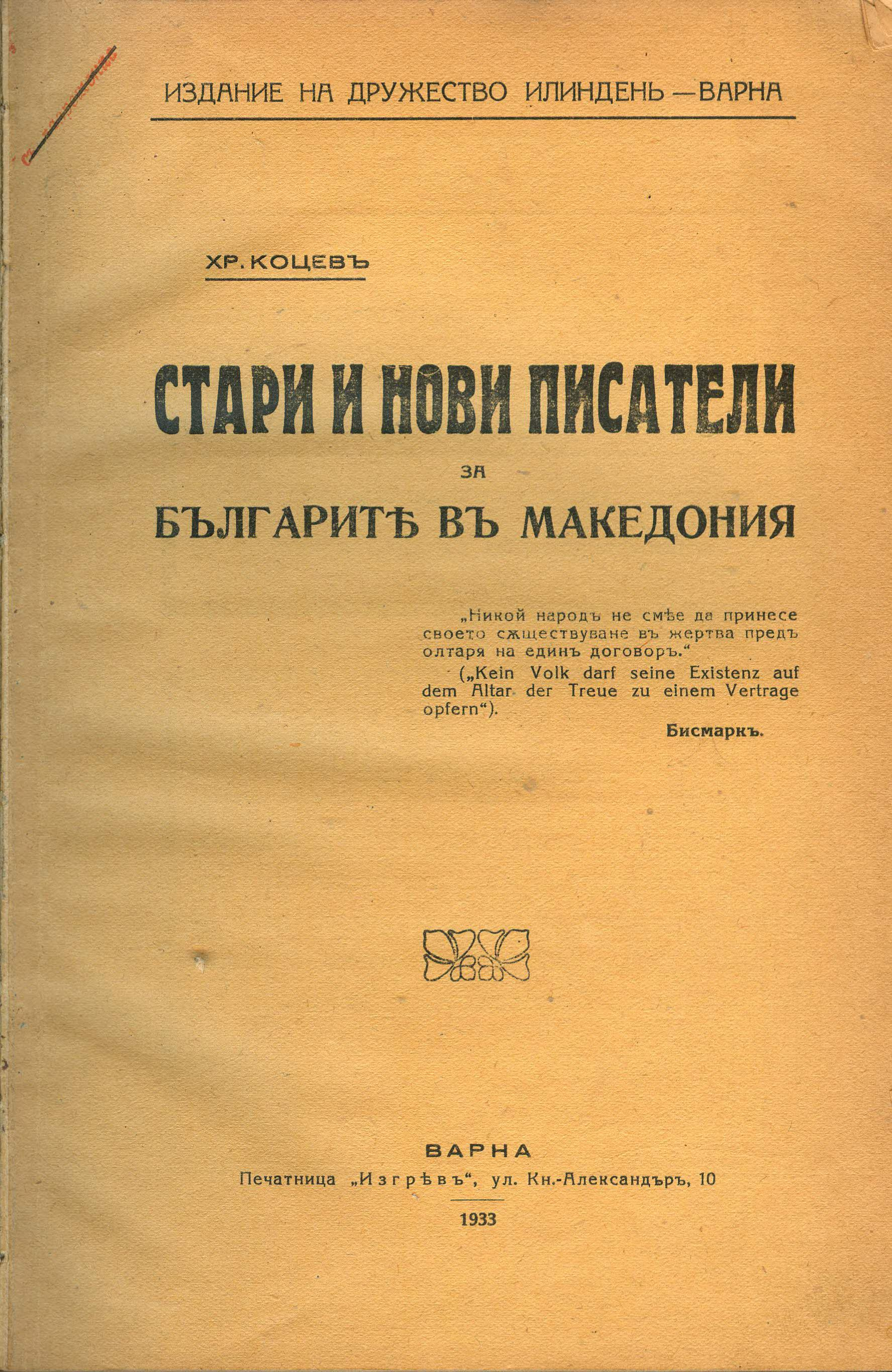

Христо Коцев (або Попкоцев, Коцов; 5 січня 1869, Ново Село, Османська імперія (нині — Болгарія) — 30 квітня 1933, Варна, Болгарія) — болгарський вчитель і революціонер, видатна фігура правого крила Внутрішньої македонсько-одринської революційної  організації, член ЦК ВМОРО.  Використовував такі псевдоніми, як Арнаут Сульо, Ібрік Чауш, Братоєв, Момчил і Попчето. 

## Біографія
Христо Коцев народився 5 січня 1869 року в Ново Село, громада Штип, в Османській імперії, нині — Північна Македонія. Навчався в Ново Село та Штипі з Коце Шикеріновим, Йосифом Ковачевим і Михайлом Ковачевим, Александром Попзахарієвим, Димитаром Павловим та іншими. У 1884 — 1885 рр. навчався в Кочані. Потім один рік (1885 — 1886) навчався у Скоп'є.  У 1886 почав вчитися в болгарській гімназії в Салоніках. Після шкільного повстання група його товаришів була виключена з гімназії. На початку 1888 з групою із 19 чоловік, включаючи інших майбутніх революціонерів, був залучений сербською пропагандою і продовжив свою освіту в белградській Великій школі. Піддавшись сильному тиску, його друзі підняли нове повстання в 1889 р. і знову були виключені. Згодом емігрували групою в Болгарію, де Христо поступив в 1892 і закінчив в слов'янську філологію та літературу в Університеті Софії при Любомирі Мілетичу, Александрі Балабанові, Іванові Брожці . У Софії в 1890 році була заснована товариство молоді для підготовки вчителів з Македонії з членами: Даме Груєвим, Ніколою Наумовим, Петаром Попарсовим, Христо Коцевим, Димитаром Мірчевим, Ніколою Дейковим. 
У 1891 — 1892 рр. — викладач Болгарської Духовної Школи в Константинополі, одночасно викладав у чотирикласній болгарській школі у Фенері.  Працював болгарським учителем у Стамбулі до 1894, а потім викладав у Скоп'є (1894 — 1895) і Едірне (1895 — 1896).  У Едірне в 1895 році Даме Груєв доручив йому, як одному із вчителів у болгарській чоловічій гімназії в Едірне і члену організації, першим почати створення комітету в Едірнській Фракії.  Таким чином, на початку 1896 Христо Коцев і Павло Генадієв заснували Революційний комітет в Едірне, головою якого став Коцев. У тому ж році він був призначений вчителем в Солунській гімназії, де на Солунському конгресі був обраний членом ЦК ВМОРО на період 1896-1897 рр. На конгресі в Салоніках в 1898 був заарештований і засуджений до чотирьох років в'язниці в березні 1899. У січні 1903, після звільнення, відвідав Конгрес ВМОРО у Салоніках. Був членом ЦК знову в 1903-1904 рр. 
Неодноразово був заарештований і ув'язнений.  За словами Михайла Думбалакова, наприкінці 1905 Коцев був заарештований в Салоніках разом з Думбалаковим, Петром Попарсовим і Чолаковим. 
Під час Першої Балканської війни  був добровольцем у Македонсько-одринському ополченні і служив у Нестроєвій роті 9-го батальйону. Отримав орден з короною.  Міський голова Скоп'є з 1917 по 1918. 
Після воєн викладач гімназії в Провадії в 1918-1919 рр.  і у Варні. Був членом Ілінденської організації  та Спілки македонських емігрантських організацій. Христо написав  спогади, опубліковані в чотирьох послідовних випусках журналу "Македонія". Він є автором книжки «Старі і нові болгарські письменники в Македонії», яка була видана в 1933 у Варні. 
Помер 30 квітня 1933 у Варні. 